# 황소자리 람다
황소자리 람다는 황소자리에 있는, 지구에서 약 370 광년 떨어져 있는 삼중성계이다. 예전부터 불리던 이름으로 엘토르, 알토르, 알사우르, 알 사우르가 있다. 이 중 엘토르는 아랍어로 '황소'라는 뜻이며 '플레이아데스의 황소'라는 뜻인 '아스-타우르 아스-투라야'(‏الثور الثريا)에서 온 말이다.
가장 밝은 주성 황소자리 람다 A는 분광형 B의 청백색 주계열성으로 겉보기 등급은 +3.41이다. 밝기는 태양의 4,000배에 이르며 반지름은 태양의 6.6배이다. 반성은 분광형 A의 준거성으로 반지름은 태양의 5.5배에 밝기는 약 95배이다. 이 둘은 질량 중심을 3.95일에 한 바퀴 돈다. 두 별 사이의 거리는 약 0.1 천문단위로 측정되었다. 두 별은 서로를 가리며 따라서 식쌍성의 성질을 보여주며, 밝기는 3.37 ~ 3.91 사이에서 변한다.
황소자리 람다 항성계에는 33일의 공전주기를 갖는 세 번째 구성원이 있다. 질량은 태양의 0.5 ~ 0.9배로 K형 주계열성으로 보이며, 궤도경사각은 황소자리 람다 A, B와 7도 이상 차이나지 않기 때문에 거의 같은 평면상에서 공전 운동을 하고 있다고 볼 수 있다.

## 참고 문헌
- “HD 25204 -- Eclipsing binary of Algol type”. 《SIMBAD Astronomical Database》.
- “Secondaries of eclipsing binaries. IV - The triple system Lambda Tauri”. 《The Smithsonian/NASA Astrophysics Data System》. 2009년 1월 9일에 확인함.